# Lipotactes ingrischi
Lipotactes ingrischi är en insektsart som beskrevs av Andrej Vasiljevitj Gorochov 1996. Lipotactes ingrischi ingår i släktet Lipotactes och familjen vårtbitare. Inga underarter finns listade i Catalogue of Life.